# André Tassin
André Tassin (Arras, 23 februari 1902 – Montpellier, 12 januari 1987) was een Frans voetballer die als doelman speelde. Hij werd geselecteerd voor het Frans voetbalelftal op het Wereldkampioenschap voetbal 1930, maar speelde geen enkele wedstrijd. In 1930 behaalde hij met Racing Club de France de finale van de Coupe de France die met 3-1 werd gewonnen door FC Sète.